# Pietro Favre
Pietro Favre, o Faber (Villaret, 13 aprile 1506 – Roma, 1º agosto 1546), è stato un teologo francese, della Savoia. Compagno di Ignazio di Loyola, è stato il primo gesuita a essere ordinato sacerdote; è stato beatificato nel 1872 da papa Pio IX. Il 17 dicembre 2013 papa Francesco, accolta la relazione del cardinale Angelo Amato, prefetto della Congregazione delle cause dei santi, ha esteso alla Chiesa universale il culto liturgico in suo onore iscrivendolo nell'elenco dei santi.

## Biografia
Nacque da un'umile famiglia contadina savoiarda. All'età di dodici anni fece voto di castità.
Nel 1525, grazie all'interessamento uno zio, monaco certosino, venne inviato a Parigi per studiare filosofia alla Sorbona: nel collegio di Santa Barbara ebbe come compagni di stanza Francesco Saverio ed Ignazio di Loyola.
Conseguita la laurea, partecipò a un mese di esercizi spirituali, la pratica di ritiro spirituale ideata da Ignazio e, nel 1534, venne ordinato sacerdote: fu tra i sei seguaci di Ignazio che il 15 agosto 1534, nella chiesa di Montmartre, diedero inizio alla Compagnia di Gesù.
Nel 1536, assieme ai compagni, raggiunse Venezia per imbarcarsi per la Terra santa, ma dovette desistere a causa della guerra tra turchi e veneziani; si recò quindi a Roma, dove si mise a disposizione di papa Paolo III.
Su incarico del pontefice, tenne la cattedra di teologia con Diego Laínez alla Sapienza. Fu in Germania, Spagna e Portogallo per affari ecclesiastici. In Spagna fu il padre spirituale di Francesco Borgia (1510-1572), che poi divenne Preposito generale della Compagnia di Gesù.
Nel 1546 il papa lo richiamò a Roma per partecipare al concilio di Trento come teologo ma, ammalato, morì pochi giorni dopo il suo arrivo.

## Il culto
Il culto tributato sin dalla morte a Favre come beato, fu solennemente approvato da papa Pio IX il 5 settembre 1872.
Il 17 dicembre 2013 papa Francesco ne estese il culto liturgico alla Chiesa universale.
La sua memoria viene celebrata il 1º agosto.

## Opere
- Memoriale Beati Petri Fabri (scritto in lingua spagnola e latina), edizione critica di Marcel Bouix, Parigi 1873 (brani scelti)